# Brandenburger Tor (Anstecknadel)

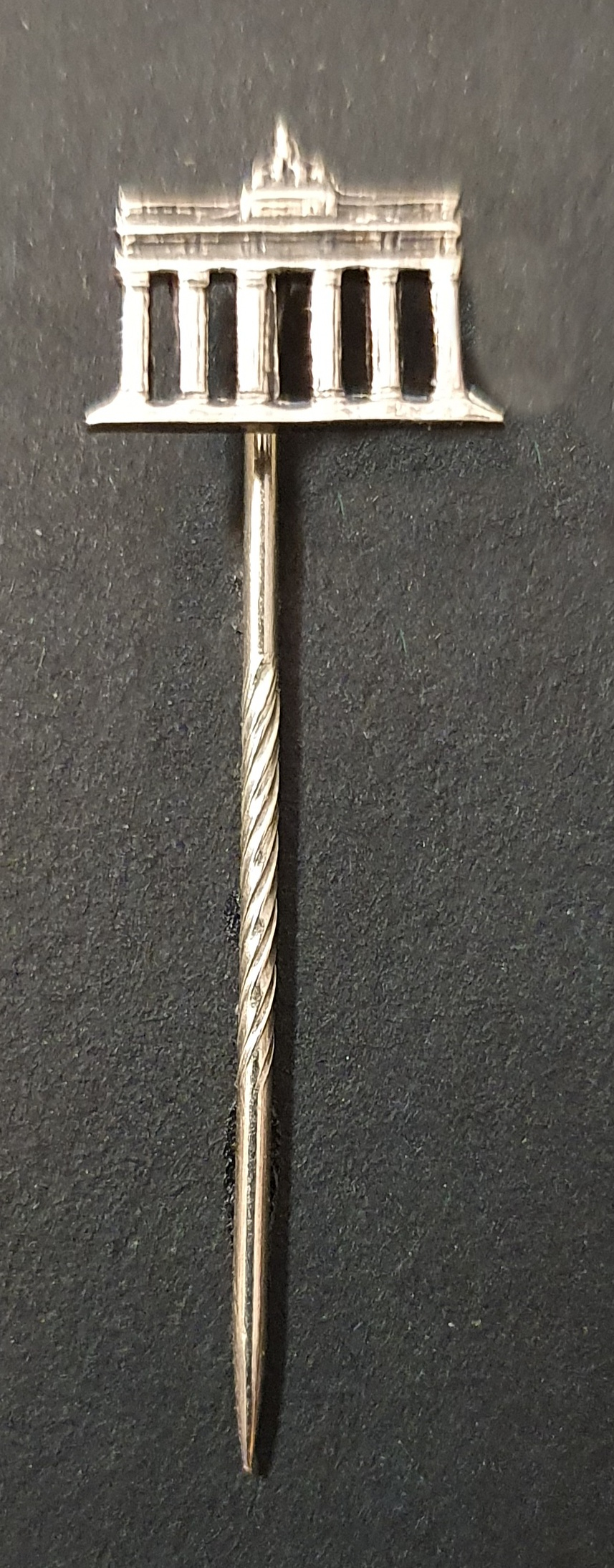
Brandenburger Tor, Anstecknadel, 835er Silber

Das Brandenburger Tor als Anstecknadel wurde 1958 vom Kuratorium Unteilbares Deutschland entworfen als Mahnung und Erinnerung an die deutsche Teilung („3 geteilt? niemals!“) und als Symbol der Forderung „Macht das Tor auf“.
In den folgenden Jahren bis Mitte der 1960er Jahre wurde die Anstecknadel von Aktiven und Unterstützern, die mit Sammelbüchsen ausgestattet waren, für 0,20 DM auf der Straße und besonders bei Gedenkfeiern wie die zum damaligen Tag der deutschen Einheit, dem 17. Juni, 33 Millionen Mal verkauft.
Die Nadel (Abmessungen: 4,1 cm × 1,5 cm × 0,4 cm) mit der Darstellung des Brandenburger Tors war aus Metall gefertigt, ein geringer Teil in unbekannter Auflagenhöhe auch aus 835er Silber.